# Wagener (South Carolina)
Wagener, auch: „Wagener, SC“ ist eine Stadt in Aiken County im Bundesstaat South Carolina in den Vereinigten Staaten von Amerika. Das U.S. Census Bureau hat bei der Volkszählung 2020 eine Einwohnerzahl von 631 ermittelt.
Wagener wurde 1887 zunächst als Pinder Town, später aufgrund der sich ansiedelten Familie „Gunter“ als Guntersville oder Gunter's Crossroad bezeichnet. Die Familie „Gunter“ begründete auch die Erste Kompanie der 20. SC Infanterie, die im Sezessionskrieg kämpfte.
Der Ort steht heute auf dem Land, das ehemals „Elridge Gunter“ gehörte. Er stiftete sein Land zum Bau einer Schule und einer Kirche der First Baptist Church. Auf Initiative des „J. A. Gunter“ wurde die Stadt nach „George Wagener“, dem die Anbindung an die Eisenbahn (Southern Railroad) zu verdanken war, benannt.
1989/1996 wurde in Wagener, SC das Kloster „Saints Mary and Martha Monastery“ von Erzbischof Dimitri, Bischof von Dallas und dem Süden der Orthodoxen Kirche in Amerika (Orthodox Church in America, OCA), gegründet.
Die Stadt lebt hauptsächlich vom Baumwollanbau.